# Rhynchopalpus achromia
Rhynchopalpus achromia är en fjärilsart som beskrevs av George Francis Hampson 1909. Rhynchopalpus achromia ingår i släktet Rhynchopalpus och familjen trågspinnare. Inga underarter finns listade.